# 国鉄R10形コンテナ
国鉄R10形コンテナ（こくてつR10がたコンテナ）は、日本国有鉄道（国鉄）が1960年（昭和35年）に製造した、鉄道輸送用一種規格（約11 ft）冷蔵コンテナである。

## 概要
1960年（昭和35年）度に日本初の冷蔵コンテナとして富士重工業にて2個（100,101）、東急車輛製造にて1個（102）が製作された。試作的要素がたぶんに含まれていた。約5年後の1965年（昭和40年）度に40個（103 - 142）が富士重工業にて追加製作された。このロットより外板厚さが0.8 mmより1.2 mmに変更された。
落成時の形式名は100形であったが1966年（昭和41年）6月の称号改正によりR10形に変更した。形式名変更に伴い番号（100 - 142→1 - 43）も変更された。
形式名変更後も増備は続き1966年（昭和41年）度に150個（44 - 193）、1967年（昭和42年）度に300個（194 - 493）、1968年（昭和43年）度に200個（494 - 693）が富士重工業、東急車輛製造にて製作された。このロットよりクレーン荷役（下吊り）に対応可能となった。
クレーン荷役に対応可能とはなったが構造上の問題により下吊りのため、構造を改め上吊りにしたコンテナが1969年（昭和44年）度に200個（694 - 893）富士重工業、東急車輛製造にて製作された。
1972年（昭和47年）度に650個（894 - 1343）が富士重工業、東急車輛製造にて追加製作された。このロットは「国鉄冷蔵コンテナ、戸口から戸口へ」等の標記が廃止されC20形に似た外観となった。
扉位置は、片側妻面の1か所のみで塗装は100形時より一貫して白色である。寸法関係は全長3,234 mm、全幅2,294 mm、全高2,361 mm、荷重5 t、自重1.3 t、容積11.1 m3である。
1985年（昭和60年）度に最後まで使用された14個が廃止され形式消滅した。